# Hahnenkamm (Frankenwald)
Der Hahnenkamm ist eine 684 m hohe Erhebung im nördlichen Teil des Geroldsgrüner Forstes. Sie liegt wenige hundert Meter westlich des Geroldsgrüner Ortsteil Silberstein und südlich von Dürrenwaid.
In unmittelbarer Nähe liegt die Einöde Lotharheil, wo sich der einzige in Betrieb befindliche Schiefer-Steinbruch in Bayern befindet. Südlich der Erhebung liegt Hopperles Kohlstatt, eine ehemalige Kohlstätte und Schutzhütte. Weiterhin beginnt dort ein namenloser Zulauf des Langenaubach.
Um die Erhebung herum führt der etwa 4,1 km lange Wanderweg DÖ 98, der auch Teil der Europäischen Fernwanderwege E6 und E3 ist.